# رفتگر

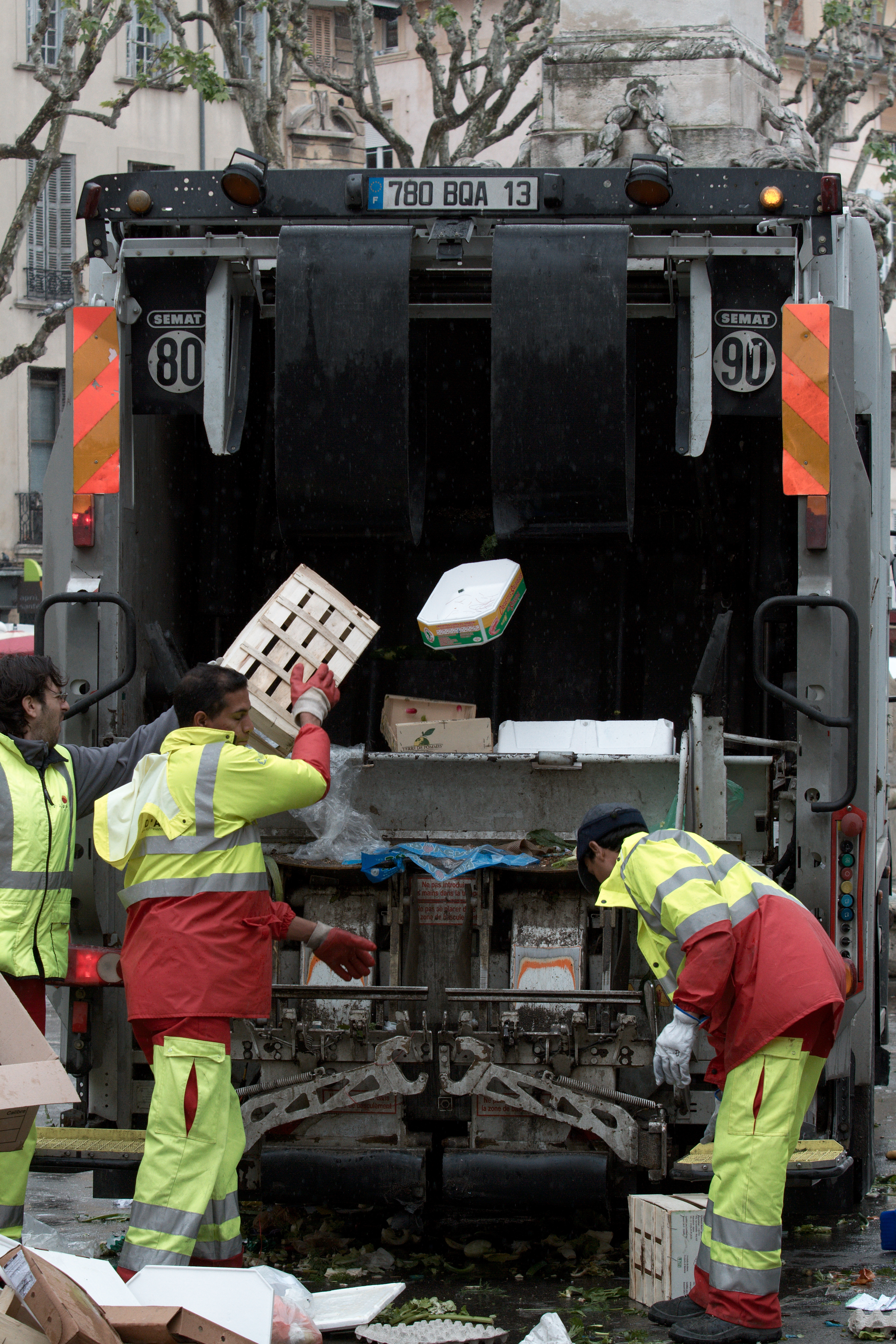
جمع‌کنندگان زباله در فرانسه

رفتگر شخصی است که در استخدام خدمات عمومی قرار دارد و به جمع‌آوری زباله به منظور دفع یا بازیافت می‌پردازد. چند وقتی است افرادی به اشتباه از واژه‌ی پاکبان به جای رفتگر استفاده می کنند که واژه ای است بی معنی و نامربوط و بهتر است از همان واژه‌ی اصیل و محترمانه‌‌ی رفتگر استفاده شود.

## خطرات بهداشتی و ایمنی
آمارها نشان می‌دهد که جمع‌آوری زباله یکی از خطرناکترین مشاغل است، در بعضی مواقع از کار پلیس هم خطرناک تر است، اما به‌طور مداوم از ماهیگیری تجاری، کار در مزرعه و کار در مرتع پرورش احشام کم خطر تر است. خطرات ناشی از کار شامل شیشه شکسته، مواد زائد پزشکی مانند سرنگ، مواد شیمیایی سوزاننده، ریزش اشیا از ظروف بیش از حد پر، بیماری‌هایی که ممکن است با ضایعات جامد همراه باشد، آزبست، حملات سگها و آفات، استنشاق گرد و غبار، دود و بخارات شیمیایی، هوای آلوده، حوادث رانندگی و بوی نامطبوع که می‌تواند انسان را از نظر جسمی بیمار کند.

## رفتگران سرشناس
- عبدالله مرحومی پیرترین رفتگر تهران
- ناتان رس سیاستمدار استرالیایی
- نویل سوتهال فوتبالیست انگلیسی
- گرجس پیر رزمی‌کار کانادایی